# Jon Inge Kjørum
Jon Inge Kjørum (né le 23 mai 1965) est un ancien sauteur à ski norvégien.

## Palmarès

### Jeux olympiques
| Épreuve / Édition | Calgary 1988 |
| Grand Tremplin    | 15e          |
| Par Equipes       | Bronze       |

### Championnats du monde
| Épreuve / Édition | Lahti 1989 | Val di Fiemme 1991 |
| Petit Tremplin    | 5e         | 40e                |
| Grand Tremplin    | 15e        | 19e                |
| Par Equipes       | Argent     | 4e                 |

### Championnats du monde de vol à ski
| Épreuve / Édition | Oberstdorf 1988 | Vikersund 1990 |
| Individuel        | 7e              | 12e            |

### Coupe du monde
- Meilleur classement final: 6e en 1989.
- 1 victoire.

#### Saison par saison
| Année | Lieu                      |
| 1989  | Liberec (Tchécoslovaquie) |